# Madeline verschollen in Paris
Madeline verschollen in Paris ist ein US-amerikanischer animierter Comedy-Dramafilm, der von DIC Entertainment produziert wurde. Er wurde am 3. August 1999 von Walt Disney Home Video auf VHS veröffentlicht. Im Jahr 2009 wurde der Film zum 10-jährigen Jubiläum des Films auf iTunes veröffentlicht.
Der Film basiert auf der Madeline-Buchserie von Ludwig Bemelmans.